# Air Koryo
 Air Koryo ist die staatliche nordkoreanische Fluggesellschaft mit Sitz in Pjöngjang und Basis auf dem Flughafen Sunan.

## Geschichte
Seit 1950 gab es die Fluggesellschaft SOKAO, ein sowjetisch-nordkoreanisches Gemeinschaftsunternehmen, welches mit sowjetischen Maschinen und Flugpersonal betrieben wurde. Als Nachfolger wurde im Jahr 1954 die Chosŏn Minhang (kor. 조선민항, 朝鮮民航) gegründet, die 1993 in Air Koryo (JS) umbenannt wurde. Air Koryo ist dem Amt für Zivilluftfahrt unterstellt. Dieses wiederum ist Teil der nordkoreanischen Luftwaffe, alle Piloten sind Offiziere der Armee. Der Flugbetrieb wurde am 21. September 1955 aufgenommen.

Logo der Choson Minhang

Im Jahr 1958 wurden die ersten inländischen Flugrouten eingerichtet: Pjöngjang–Hamhung und Pjöngjang–Chongjin. Internationale Verbindungen wurden seit den späten 1950er Jahren bedient, darunter bis in die 1990er Jahre einmal wöchentlich mit Iljuschin Il-62M die Strecken Pjöngjang–Berlin, Pjöngjang–Moskau und Pjöngjang–Moskau–Sofia. 1975 stellte die Gesellschaft mit einer Tupolew Tu-154 ihr erstes Strahlflugzeug in Dienst. In Deutschland wurde der Flughafen Berlin-Schönefeld auch nach Ende des regelmäßigen wöchentlichen Anflugs noch bis zur Jahrtausendwende gelegentlich von Air Koryo angeflogen, meist zur Beförderung von Hilfsgütern oder Diplomaten.
Im März 2006 wurde Air Koryo in die Liste der Betriebsuntersagungen für den Luftraum der Europäischen Union aufgenommen und darf seitdem nicht mehr in den Luftraum Europas einfliegen. Zuvor war der Fluggesellschaft bereits im April 2001 durch die französische Luftaufsichtsbehörde DGAC die Verwendung französischen Luftraums untersagt worden.
Anfang 2008 stieß eine erste neue Tupolew Tu-204-300 zur Flotte. Dies ist das erste neugebaute Flugzeug von Air Koryo seit vielen Jahren. Sie verfügt über eine gehobene Ausstattung wie LCD-Bildschirme und bedient gegenwärtig die Routen von Pjöngjang nach Peking sowie Pjöngjang–Shenyang. Im April 2010 war es der Fluggesellschaft unter Auflagen gestattet, mit den Maschinen des Typs Tupolew Tu-204 in den Luftraum der EU einzufliegen. So bescheinigen Beobachter den Flugzeugen auch eine sehr gute Wartung und weisen darauf hin, dass es zu keiner auffallenden Häufung von Unfällen komme.
Am 2. März 2016 wurde eine UN-Resolution verabschiedet, die es den UN-Mitgliedern verbietet, Kerosin an Air Koryo zu verkaufen sowie die Landung, das Starten und selbst den Überflug für Flugzeuge der Air Koryo untersagt, sollten die entsprechenden Flugzeuge gemäß früheren Resolutionen verbotene Handelswaren transportieren. Daraufhin wurden Flüge nach Kuwait, Pakistan und Thailand eingestellt.

## Flugziele

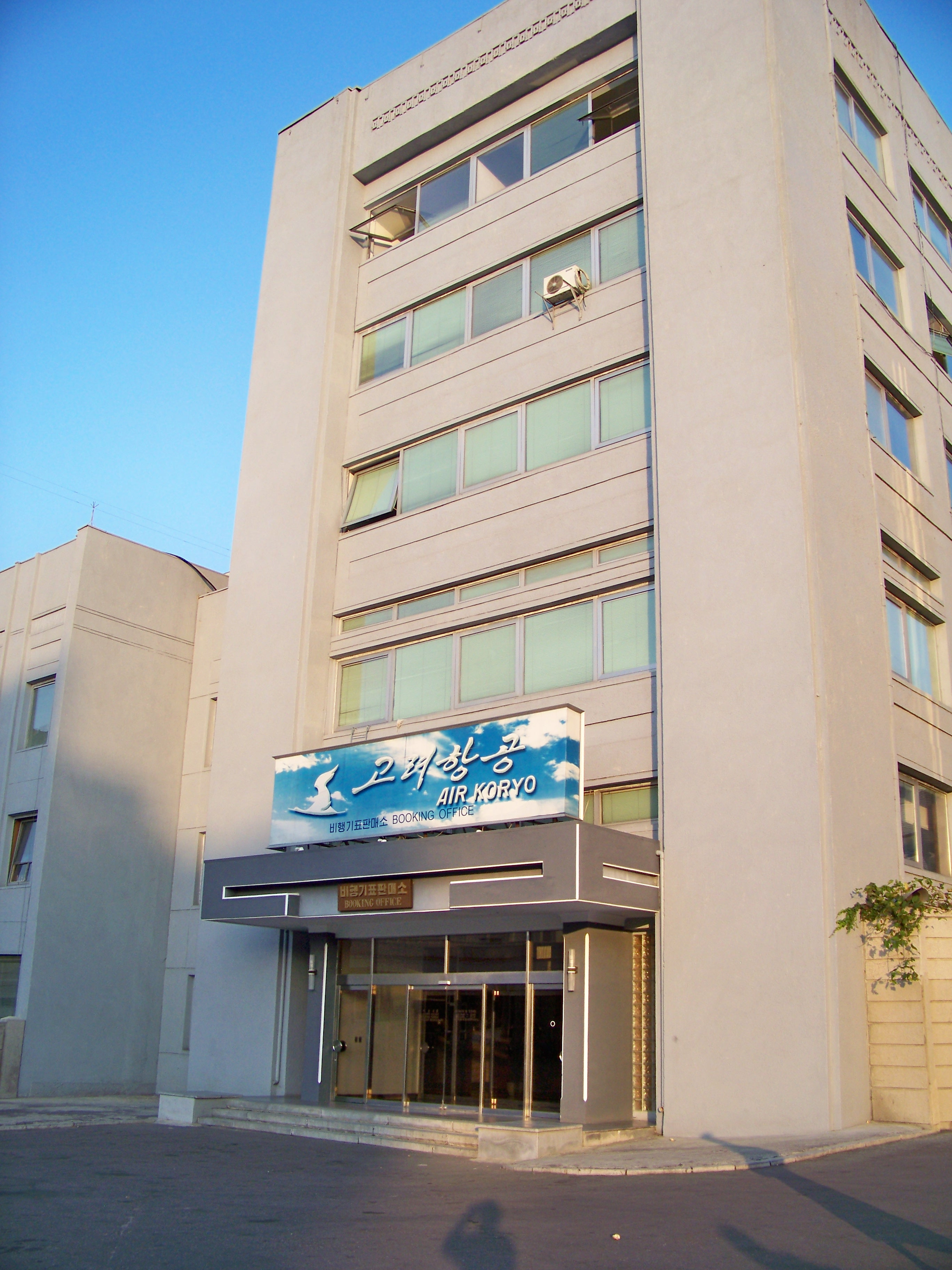
Bürogebäude der Fluggesellschaft in Pjöngjang (Chung-guyŏk)

Der Flugplan umfasst drei Ziele in China: Peking dreimal pro Woche, zudem Shanghai und Shenyang. Charterverkehr gab es in den vergangenen Jahren zu verschiedenen Zielen des östlichen Asiens, darunter Macau, Peking, Shenyang, Taiyuan, Dandong, und Wladiwostok. Flüge zu inländischen Zielen (Hamhung, Chongjin, Samjiyŏn, Sinŭiju und Wonsan) wurden ebenfalls im Charter durchgeführt.
Darüber hinaus steht die Gesellschaft für Gelegenheitsverkehr zur Verfügung, etwa für den Transport nordkoreanischer Delegationen auf Auslandsreise. Im Rahmen der innerkoreanischen Familientreffen flog Air Koryo seit dem Jahre 2000 mehrfach die südkoreanische Hauptstadt Seoul an.
Im Jahr 2014 wurde eine der beiden für die Regierung Nordkoreas betriebene Iljuschin Il-62 als Präsidentenflugzeug für Kim Jong-un ausgeflottet.
Air Koryo stellte mit Beginn der Corona-Pandemie im Jahr 2020 den kompletten zivilen Flugverkehr ein. Im August 2023 wurde die Wiederaufnahme erster Flüge nach Peking und Wladiwostok/Russland gemeldet.

## Flotte

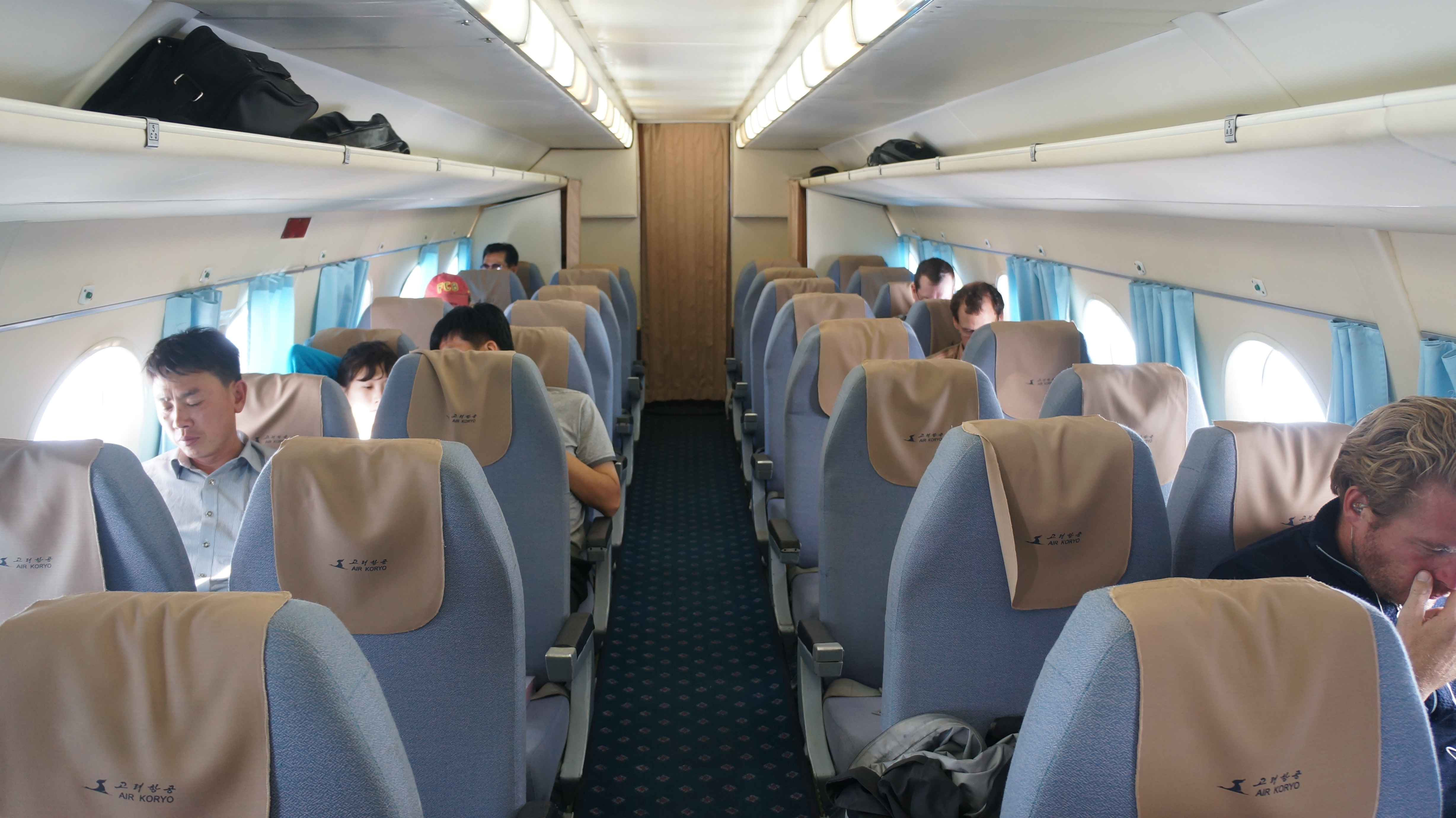
Kabine einer Antonow An-24 der Air Koryo

### Jetzige Flotte
Mit Stand Mai 2020 besteht die Flotte der Air Koryo aus 24 Flugzeugen mit einem Durchschnittsalter von 34,1 Jahren:
| Flugzeugtyp        | aktiv | inaktiv | Anmerkungen |
| ------------------ | ----- | ------- | --- |
| Antonow An-24      | 4     | 2       | 2 aktive An-24B, 2 aktive An-24RV. Je 1 inaktive An-24B und An-24RV, die An-24B P-537 ist die älteste aktive Maschine der Flotte (Baujahr 1966) |
| Antonow An-148-100 | 2     |         | P-671: fabrikneu erhalten 02/2013 P-672: fabrikneu erhalten 03/2015                                                                             |
| Iljuschin Il-18D   | 1     | 1       | P-835: Baujahr 1969, in Betrieb P-836: Baujahr 1966, abgestellt weltweit letzte Maschine dieses Typs im Passagierflugbetrieb                    |
| Iljuschin Il-62    | 2     |         | P-885: Baujahr 1979; P-881: Baujahr 1986 weltweit letzte Maschinen dieses Typs im Passagierflugbetrieb                                          |
| Iljuschin Il-76TD  | 3     |         | |
| Tupolew Tu-134B-3  | 2     |         | P-813 und P-814, beide Baujahr 1984, weltweit letzte Maschinen dieses Typs im Passagierflugbetrieb                                              |
| Tupolew Tu-154B-2  | 2     | 2       | |
| Tupolew Tu-204-300 | 1     |         | P-632: Baujahr 1993, erhalten 12/2007 |
| Tupolew Tu-204-100 | 1     |         | P-633: fabrikneu erhalten 01/2009 |
| Gesamt             | 18    | 5       | |

Zudem betreibt Air Koryo zwei Iljuschin Il-62 für die Regierung Nordkoreas.

### Zukünftige Flotte
Die Flotte von Air Koryo besteht großteils aus alten Verkehrsflugzeugen aus sowjetischer Produktion. Das Problem ist, dass Air Koryo keine neuen Flugzeuge wegen Sanktionen der Vereinten Nationen kaufen darf, allerdings zeigen sich die Vereinten Nationen offen, die Sanktionen zu lockern, damit Air Koryo weiterhin einen sicheren Flugbetrieb gewährleisten kann. Wahrscheinlich ist, dass Nordkorea neue Flugzeuge aus Russland kaufen wird.

## Trivia
Air Koryo ging 2012 kurzzeitig mit eigener Webpräsenz online. Seit September 2014 bietet die Reiseagentur Destinia aus Spanien für die Fluggesellschaft Online-Buchungen an. Ein Ticketbüro befindet sich u. a. im Pjöngjanger Stadtbezirk Chung-guyŏk. Seit 2015 verfügt die Fluggesellschaft wieder über einen eigenen Internetauftritt.

## Zwischenfall

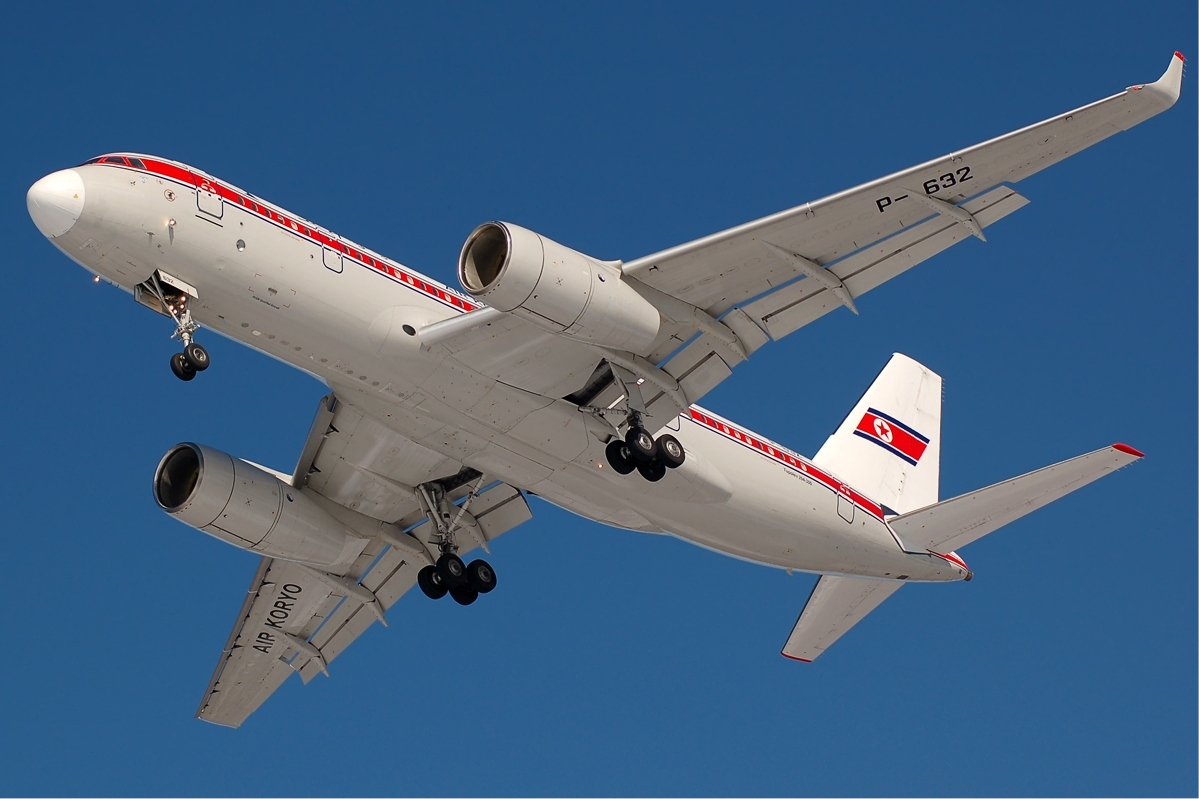
Die vom Zwischenfall betroffene Tupolew Tu-204-300 (Kennzeichen P-632) der Air Koryo

Am 22. Juli 2016 musste eine Tupolew Tu-204-300 (Kennzeichen P-632) von Air Koryo auf dem Weg von Pjöngjang nach Peking auf dem chinesischen Flughafen Shenyang Taoxian notlanden, nachdem sich in der Passagierkabine Rauch entwickelt hatte. Personen kamen nicht zu Schaden. Das Vereinigte Königreich nahm den Zwischenfall zum Anlass, seine Reisehinweise für Nordkorea zu überarbeiten.